# Szinkronúszás az 1996. évi nyári olimpiai játékokon
Az 1996. évi nyári olimpiai játékokon a szinkronúszást július 30. és augusztus 2. között rendezték. Egy versenyszámban, csapatban avattak olimpiai bajnokot.

## Éremtáblázat
(A rendező ország csapata eltérő háttérszínnel, az egyes számoszlopok legmagasabb értéke vagy értékei vastagítással kiemelve.)
| Az 1996. évi nyári olimpiai játékok éremtáblázata szinkronúszásban | Az 1996. évi nyári olimpiai játékok éremtáblázata szinkronúszásban | Az 1996. évi nyári olimpiai játékok éremtáblázata szinkronúszásban | Az 1996. évi nyári olimpiai játékok éremtáblázata szinkronúszásban | Az 1996. évi nyári olimpiai játékok éremtáblázata szinkronúszásban | Olimpia  |
| ------------------------------------------------------------------ | ------------------------------------------------------------------ | ------------------------------------------------------------------ | ------------------------------------------------------------------ | ------------------------------------------------------------------ | -------- |
|                                                                    | Ország                                                             | Arany                                                              | Ezüst                                                              | Bronz                                                              | Összesen |
| 1.                                                                 | Egyesült Államok (USA)                                             | 1                                                                  | 0                                                                  | 0                                                                  | 1        |
|                                                                    |                                                                    |                                                                    |                                                                    |                                                                    |          |
| 2.                                                                 | Kanada (CAN)                                                       | 0                                                                  | 1                                                                  | 0                                                                  | 1        |
|                                                                    |                                                                    |                                                                    |                                                                    |                                                                    |          |
| 3.                                                                 | Japán (JPN)                                                        | 0                                                                  | 0                                                                  | 1                                                                  | 1        |
|                                                                    |                                                                    |                                                                    |                                                                    |                                                                    |          |
|                                                                    |                                                                    |                                                                    |                                                                    |                                                                    |          |
| Összesen                                                           | Összesen                                                           | 1                                                                  | 1                                                                  | 1                                                                  | 3        |

## Érmesek
| Az 1996. évi nyári olimpiai játékok érmesei szinkronúszásban | | | |
| Versenyszám                                                  | Arany | Ezüst | Bronz |
| Csapat                                                       | Egyesült Államok (USA) · Suzannah Bianco · Tammy Cleland · Becky Dyroen-Lancer · Emily Lesueur · Heather Pease · Jill Savery · Nathalie Schneyder · Heather Simmons-Carrasco · Jill Sudduth · Margot Thien | Kanada (CAN) · Lisa Alexander · Janice Bremner · Karen Clark · Karen Fonteyne · Sylvie Fréchette · Valérie Hould-Marchand · Kasia Kulesza · Christine Larsen · Cari Read · Erin Woodley | Japán (JPN) · Dzsinbo Rei · Fudzsii Raika · Fudzsiki Majuko · Kavabe Miho · Kavasze Akiko · Nakadzsima Riho · Tacsibana Mija · Takahasi Kaori · Takeda Miho · Tanaka Dzsunko |

## Eredmények
Az összesített pontszám a szabad gyakorlat pontszámának 65%-ából és a technikai gyakorlat pontszámának 35%-ából adódott össze.

### Szabad gyakorlat
| Helyezés | Nemzet                 | Pont    |
| -------- | ---------------------- | ------- |
| 1.       | Egyesült Államok (USA) | 100,000 |
| 2.       | Kanada (CAN)           | 98,600  |
| 3.       | Japán (JPN)            | 97,800  |
| 4.       | Oroszország (RUS)      | 97,400  |
| 5.       | Franciaország (FRA)    | 96,333  |
| 6.       | Olaszország (ITA)      | 94,533  |
| 7.       | Kína (CHN)             | 93,867  |
| 8.       | Mexikó (MEX)           | 93,533  |

### Technikai gyakorlat
| Helyezés | Nemzet                 | Pont   |
| -------- | ---------------------- | ------ |
| 1.       | Egyesült Államok (USA) | 99,200 |
| 2.       | Kanada (CAN)           | 97,933 |
| 3.       | Japán (JPN)            | 97,667 |
| 4.       | Oroszország (RUS)      | 97,000 |
| 5.       | Franciaország (FRA)    | 95,600 |
| 6.       | Kína (CHN)             | 94,600 |
| 7.       | Mexikó (MEX)           | 94,400 |
| 8.       | Olaszország (ITA)      | 93,733 |

### Összesítés
| Helyezés | Nemzet | Szabad gyakorlat | Technikai gyakorlat | Összesítés |
| -------- | --- | ---------------- | ------------------- | ---------- |
| Arany    | Egyesült Államok (USA) · Suzannah Bianco · Tammy Cleland · Becky Dyroen-Lancer · Emily Lesueur · Heather Pease · Jill Savery · Nathalie Schneyder · Heather Simmons-Carrasco · Jill Sudduth · Margot Thien  | 100,000          | 99,200              | 99,720     |
| Ezüst    | Kanada (CAN) · Lisa Alexander · Janice Bremner · Karen Clark · Karen Fonteyne · Sylvie Fréchette · Valérie Hould-Marchand · Kasia Kulesza · Christine Larsen · Cari Read · Erin Woodley                     | 98,600           | 97,933              | 98,367     |
| Bronz    | Japán (JPN) · Dzsinbo Rei · Fudzsii Raika · Fudzsiki Majuko · Kavabe Miho · Kavasze Akiko · Nakadzsima Riho · Tacsibana Mija · Takahasi Kaori · Takeda Miho · Tanaka Dzsunko                                | 97,800           | 97,667              | 97,753     |
| 4.       | Oroszország (RUS) · Jelena Antonova · Jelena Azarova · Olga Brusznyikina · Anna Jurjajeva · Marija Kiszeljova · Marina Lobova · Galina Makszimova · Olga Novokscsenova · Julija Pankratova · Olga Szedakova | 97,400           | 97,000              | 97,260     |
| 5.       | Franciaország (FRA) · Marianne Aeschbacher · Virginie Dedieu · Julie Fabre · Celine Leveque · Myriam Lignot · Isabelle Manable · Délphine Maréchal · Charlotte Massardier · Magali Rathier · Éva Riffet     | 96,333           | 95,600              | 96,076     |
| 6.       | Olaszország (ITA) · Giada Ballan · Serena Bianchi · Giovanna Burlando · Mara Brunetti · Manuela Carnini · Brunella Carrafelli · Maurizia Cecconi · Paola Celli · Roberta Farinelli · Letizia Nuzzo          | 94,533           | 93,733              | 94,253     |
| 7.       | Kína (CHN) · Long Yan · Li Min · Li Yuanyuan · Wu Chunlan · Chen Xuan · Guo Cui · Jin Na · Fu Yuling · Li Fej (Li Fei) · Pan Yan                                                                            | 93,867           | 94,600              | 94,124     |
| 8.       | Mexikó (MEX) · Olivia González · Wendy Aguilar · Aline Reich · Ingrid Reich · Lilián Leal · Patricia Vila · Berenice Guzmán · Ariadna Medina · Erika Leal · Perla Ramírez                                   | 93,533           | 94,400              | 93,836     |